# Wielicka Kopa
Wielicka Kopa (słow. Velická kopa, niem. Flecht, węg. Fonatos) – mało wybitne wzniesienie o wysokości 2227 m n.p.m., jedno z ostatnich w masywie Granatów Wielickich w słowackich Tatrach Wysokich. Wielicka Kopa od Dwoistej Turni oddzielona jest Dwoistą Przełęczą, a od Niedźwiedzich Czub – Niedźwiedzią Przełęczą. Należy do grupy Granackich Turni – wyższej z dwóch części Granatów Wielickich.
Na niektórych mapach jako wysokość Wielickiej Kopy podaje się wysokość 2206 m. Wysokość ta nie jest prawidłowa, dotyczy ona najprawdopodobniej punktu zwornikowego znajdującego się nieco poniżej wierzchołka. W miejscu tym odgałęzia się mała grań opadająca w kierunku Doliny Wielickiej, w której znajdują się Wyżni Wielicki Przechód (przez który biegnie Granacka Ławka) i Wielka Wielicka Strażnica.
Wierzchołek Wielickiej Kopy jest odwiedzany rzadko, najczęściej przy wejściu na pobliską Dwoistą Turnię. Dostępny jest jedynie dla taterników.

## Historia
Pierwsze wejścia turystyczne:
- Edward Muhle, 4 sierpnia 1897 r. – letnie (pierwsze znane wejście, wcześniejsze wejścia są prawdopodobne)
- Karol Englisch, Károly Jordán, Johann Franz senior i Johann Hunsdorfer junior, 2 stycznia 1902 r. – pierwsze prawdopodobne wejście zimowe
- Zygmunt Klemensiewicz i Jerzy Maślanka, 6 kwietnia 1909 r. – pierwsze pewne wejście zimowe.